# Hirson
Hirson je francouzská obec v departementu Aisne v regionu Hauts-de-France. V roce 2011 zde žilo 9 365 obyvatel. Je centrem kantonu Hirson. Území obce sousedí s Belgií

## Sousední obce
Anor (Nord), Bucilly, Buire, Éparcy, Mondrepuis, Momignies (Belgie), Neuve-Maison, Saint-Michel

## Vývoj počtu obyvatel
Počet obyvatel 